# Vio-lence
Vio-lence a fost o formație thrash metal americană înființată în 1985 în San Francisco Bay Area. Ei au lansat o serie de casete demo, un EP și 3 LP-uri între 1985 și 1993. Cea mai stabilă componență a formației a fost Phil Demmel și Robb Flynn la chitare, Deen Dell la bas, Perry Strickland la baterie și Sean Killian la vocal.

## Membri
Componența finală
- Troy Fua – chitară (1985–1987, 2001–2003)
- Phil Demmel – chitară (1985–1993, 2001–2003)
- Deen Dell – bas (1985–1993, 2001–2003)
- Perry Strickland – baterie (1985–1993, 2001–2003)
- Sean Killian – vocal (1986–1993, 2001–2003)

Foști membri
- Eddie Billy – bas (1985)
- Jerry Birr – vocal (1985–1986)
- Robb Flynn – chitară (1987–1992)
- Ray Vegas – chitară (1991–1994, 2001)
- Mark Hernandez – baterie (1993)
- Steve Schmidt – chitară (2001)

## Discografie

### Demo-uri
- Mechanic (1986)

### EP
- Torture Tactics (1991) U.S. No 85

### LP
- Eternal Nightmare (1988) U.S. No. 54[1]
- Oppressing the Masses (1990) U.S. No. 38
- Nothing to Gain (1993) U.S. No. 186

### DVD-uri
- Blood and Dirt (2006)